# MLG Columbus 2016
MLG Columbus 2016 (MLG Major Championship: Columbus 2016) – pierwszy major zorganizowany poza Europą przez Major League Gaming w dniach od 29 marca do 3 kwietnia w Stanach Zjednoczonych w Columbus. W puli nagród znalazło się 1 000 000 USD, najwięcej z dotychczasowych mistrzostw. Tytuł mistrzowski zdobyła brazylijska formacja Luminosity Gaming, będąc jednocześnie pierwszą drużyną spoza Europy, która wygrała najważniejsze rozgrywki w CS:GO. Najlepszym graczem turnieju ogłoszony został Marcelo "coldzera" David.

## Drużyny
Osiem najlepszych ekip że statusem Legendy z DreamHack Cluj-Napoca 2015 otrzymało bezpośrednie zaproszenia na turniej, a osiem pozostałych miejsc było przydzielonych dla najlepszych zespołów z głównych kwalifikacji. W głównych kwalifikacjach wzięło udział osiem najsłabszych zespołów z poprzedniego majora oraz osiem drużyn z kwalifikacji regionalnych. Ostateczna lista uczestników majora przedstawia się następująco:
| Legendy - Astralis - FaZe Clan - Fnatic - Luminosity Gaming - Natus Vincere - Ninjas in Pyjamas - Team EnVyUs - Virtus.pro | Drużyny zakwalifikowane - Cloud9 - Counter Logic Gaming - Flipsid3 Tactics - G2 Esports - Gambit Gaming - mousesports - Splyce - Team Liquid |

1. ↑  Zawodnicy Team SoloMid opuścili organizacje i utworzyli własną organizacje Astralis.
2. ↑  FaZe Clan zyskało miejsce po wykupieniu zawodników drużyny G2 Esports za 700 000 USD.
3. ↑  G2 Esports stracił status Legendy po odejściu z drużyny większości zawodników.

## Format rozgrywek
W fazie grupowej szesnaście zespołów podzielono na cztery grupy po cztery zespoły w każdej. Podczas gier w grupie obowiązywał system GSL, a mecze rozgrywano w trybie BO1. Mecz decydujący o awansie z drugiego miejsca rozgrywano w trybie BO3. 
W fazie play-off wystąpiło 8 najlepszych zespołów, gdzie zwycięzca grupy był rozstawiony w ćwierćfinale. Dodatkowo drużyny z tych samych grup rozlokowano tak, aby mogły się ze sobą spotkać dopiero w finale. Mecze rozgrywano na zasadach Best-of-Three w systemie pojedynczej eliminacji.

### Pula map
W puli map ponownie znalazło się siedem map, na których rozgrywane były mecze. W fazie grupowej drużyny banowały naprzemiennie mapy do momentu, gdy zostały dwie, wówczas system spośród tych dwóch map wybierał ostateczną. Drużyna, która zbanowała 2 mapy miała prawo wyboru strony, po której chce rozpocząć mecz. W fazie pucharowej ekipy banowały po jednej mapie, a następnie wybierały po jednej na której drużyny chciały grać. Przeciwnik mógł wybrać po której stronie chciał rozpocząc mecz. Spośród trzech pozostałych map system losował mapę decydującą. Dostępnymi mapami były: 
- Cache
- Cobblestone
- Dust II
- Inferno
- Mirage
- Overpass
- Train

## Faza grupowa

### Grupa A
| Poz.             | Drużyna           | W | P | WR | PR | RR  | Pkt. |
| ---------------- | ----------------- | - | - | -- | -- | --- | ---- |
| 1                | Luminosity Gaming | 2 | 0 | 32 | 18 | +14 | 6    |
| 2                | Ninjas in Pyjamas | 2 | 1 | 68 | 63 | +5  | 6    |
| 3                | mousesports       | 1 | 2 | 74 | 88 | -14 | 3    |
| 4                | FlipSid3 Tactics  | 0 | 2 | 45 | 50 | -5  | 0    |
| Źródło: hltv.org |                   |   |   |    |    |     |      |

| Drużyna           | Wynik | Mapa        | Wynik | Drużyna           |
| ----------------- | ----- | ----------- | ----- | ----------------- |
| Ninjas in Pyjamas | 19    | Cache       | 17    | FlipSid3 Tactics  |
| Luminosity Gaming | 16    | Mirage      | 13    | mousesports       |
| mousesports       | 31    | Cobblestone | 28    | FlipSid3 Tactics  |
| Ninjas in Pyjamas | 5     | Mirage      | 16    | Luminosity Gaming |
| Ninjas in Pyjamas | 16    | Cobblestone | 5     | mousesports       |
| Ninjas in Pyjamas | 12    | Cache       | 16    | mousesports       |
| Ninjas in Pyjamas | 16    | Overpass    | 9     | mousesports       |

### Grupa B
| Poz.             | Drużyna     | W | P | WR | PR | RR  | Pkt. |
| ---------------- | ----------- | - | - | -- | -- | --- | ---- |
| 1                | Team Liquid | 2 | 0 | 38 | 30 | +8  | 6    |
| 2                | Fnatic      | 2 | 1 | 67 | 43 | +24 | 6    |
| 3                | FaZe Clan   | 1 | 2 | 43 | 51 | -8  | 3    |
| 4                | Splyce      | 0 | 2 | 8  | 32 | -24 | 0    |
| Źródło: hltv.org |             |   |   |    |    |     |      |

| Drużyna   | Wynik | Mapa        | Wynik | Drużyna     |
| --------- | ----- | ----------- | ----- | ----------- |
| FaZe Clan | 11    | Cache       | 16    | Team Liquid |
| Fnatic    | 16    | Train       | 5     | Splyce      |
| FaZe Clan | 16    | Inferno     | 3     | Splyce      |
| Fnatic    | 19    | Dust II     | 22    | Team Liquid |
| Fnatic    | 16    | Mirage      | 10    | FaZe Clan   |
| Fnatic    | 16    | Cobblestone | 6     | FaZe Clan   |
| Fnatic    | -     | Cache       | -     | FaZe Clan   |

### Grupa C
| Poz.             | Drużyna              | W | P | WR | PR | RR  | Pkt. |
| ---------------- | -------------------- | - | - | -- | -- | --- | ---- |
| 1                | Astralis             | 2 | 0 | 32 | 19 | +13 | 6    |
| 2                | Counter Logic Gaming | 2 | 1 | 70 | 61 | +9  | 6    |
| 3                | Gambit Gaming        | 1 | 2 | 63 | 74 | -11 | 3    |
| 4                | Team EnVyUs          | 0 | 2 | 21 | 32 | -11 | 0    |
| Źródło: hltv.org |                      |   |   |    |    |     |      |

| Drużyna              | Wynik | Mapa        | Wynik | Drużyna              |
| -------------------- | ----- | ----------- | ----- | -------------------- |
| Team EnVyUs          | 8     | Cobblestone | 16    | Counter Logic Gaming |
| Astralis             | 16    | Train       | 10    | Gambit Gaming        |
| Team EnVyUs          | 13    | Cache       | 16    | Gambit Gaming        |
| Astralis             | 16    | Overpass    | 9     | Counter Logic Gaming |
| Counter Logic Gaming | 13    | Cache       | 16    | Gambit Gaming        |
| Counter Logic Gaming | 16    | Cobblestone | 11    | Gambit Gaming        |
| Counter Logic Gaming | 16    | Mirage      | 10    | Gambit Gaming        |

### Grupa D
| Poz.             | Drużyna       | W | P | WR | PR | RR  | Pkt. |
| ---------------- | ------------- | - | - | -- | -- | --- | ---- |
| 1                | Natus Vincere | 2 | 0 | 32 | 13 | +19 | 6    |
| 2                | Virtus.pro    | 2 | 1 | 61 | 49 | +12 | 6    |
| 3                | G2 Esports    | 1 | 2 | 49 | 60 | -11 | 3    |
| 4                | Cloud9        | 0 | 2 | 12 | 32 | -20 | 0    |
| Źródło: hltv.org |               |   |   |    |    |     |      |

| Drużyna       | Wynik | Mapa        | Wynik | Drużyna    |
| ------------- | ----- | ----------- | ----- | ---------- |
| Natus Vincere | 16    | Train       | 9     | Cloud9     |
| Virtus.pro    | 16    | Train       | 1     | G2 Esports |
| G2 Esports    | 16    | Dust II     | 3     | Cloud9     |
| Natus Vincere | 16    | Cobblestone | 4     | Virtus.pro |
| Virtus.pro    | 16    | Train       | 9     | G2 Esports |
| Virtus.pro    | 9     | Inferno     | 16    | G2 Esports |
| Virtus.pro    | 16    | Cobblestone | 7     | G2 Esports |

## Faza pucharowa

### Drabinka
|  | Ćwierćfinały         | Ćwierćfinały         | Ćwierćfinały      |                   |               | Półfinały     | Półfinały | Półfinały |  |  | Finał | Finał | Finał |  |
|  |                      |                      |                   |                   |               |               |           |           |  |  |       |       |       |  |
|  | Natus Vincere        | Natus Vincere        | 2                 |                   |               |               |           |           |  |  |       |       |       |  |
|  | Natus Vincere        | Natus Vincere        | 2                 |                   |               |               |           |           |  |  |       |       |       |  |
|  | Ninjas in Pyjamas    | Ninjas in Pyjamas    | 0                 |                   |               |               |           |           |  |  |       |       |       |  |
|  | Ninjas in Pyjamas    | Ninjas in Pyjamas    | 0                 |                   | Natus Vincere | Natus Vincere | 2         |           |  |  |       |       |       |  |
|  |                      |                      |                   |                   | Natus Vincere | Natus Vincere | 2         |           |  |  |       |       |       |  |
|  |                      |                      | Astralis          | Astralis          | 0             |               |           |           |  |  |       |       |       |  |
|  | Astralis             | Astralis             | Astralis          | Astralis          | 0             | 2             |           |           |  |  |       |       |       |  |
|  | Astralis             | Astralis             |                   |                   |               |               |           |           |  |  |       |       |       |  |
|  | Fnatic               | Fnatic               | 0                 |                   |               |               |           |           |  |  |       |       |       |  |
|  | Fnatic               | Fnatic               | 0                 |                   | Natus Vincere | Natus Vincere | 0         |           |  |  |       |       |       |  |
|  |                      |                      |                   |                   |               |               |           |           |  |  |       |       |       |  |
|  |                      |                      | Luminosity Gaming | Luminosity Gaming | 2             |               |           |           |  |  |       |       |       |  |
|  | Team Liquid          | Team Liquid          | Luminosity Gaming | Luminosity Gaming | 2             | 2             |           |           |  |  |       |       |       |  |
|  | Team Liquid          | Team Liquid          |                   |                   |               |               |           |           |  |  |       |       |       |  |
|  | Counter Logic Gaming | Counter Logic Gaming | 0                 |                   |               |               |           |           |  |  |       |       |       |  |
|  | Counter Logic Gaming | Counter Logic Gaming | 0                 |                   | Team Liquid   | Team Liquid   | 0         |           |  |  |       |       |       |  |
|  |                      |                      |                   |                   | Team Liquid   | Team Liquid   | 0         |           |  |  |       |       |       |  |
|  |                      |                      | Luminosity Gaming | Luminosity Gaming | 2             |               |           |           |  |  |       |       |       |  |
|  | Luminosity Gaming    | Luminosity Gaming    | Luminosity Gaming | Luminosity Gaming | 2             | 2             |           |           |  |  |       |       |       |  |
|  | Luminosity Gaming    | Luminosity Gaming    |                   |                   |               |               |           |           |  |  |       |       |       |  |
|  | Virtus.pro           | Virtus.pro           | 1                 |                   |               |               |           |           |  |  |       |       |       |  |

Źródło: hltv.org

### Ćwierćfinały
| Drużyna           | Wynik | Mapa        | Wynik | Drużyna              |
| ----------------- | ----- | ----------- | ----- | -------------------- |
| Natus Vincere     | 16    | Inferno     | 9     | Ninjas in Pyjamas    |
| Natus Vincere     | 16    | Mirage      | 10    | Ninjas in Pyjamas    |
| Natus Vincere     | -     | Overpass    | -     | Ninjas in Pyjamas    |
| Astralis          | 16    | Overpass    | 10    | Fnatic               |
| Astralis          | 16    | Cache       | 5     | Fnatic               |
| Astralis          | -     | Mirage      | -     | Fnatic               |
| Team Liquid       | 16    | Cache       | 13    | Counter Logic Gaming |
| Team Liquid       | 16    | Mirage      | 6     | Counter Logic Gaming |
| Team Liquid       | -     | Train       | -     | Counter Logic Gaming |
| Luminosity Gaming | 17    | Cache       | 19    | Virtus.pro           |
| Luminosity Gaming | 16    | Cobblestone | 10    | Virtus.pro           |
| Luminosity Gaming | 16    | Overpass    | 11    | Virtus.pro           |

### Półfinały
| Drużyna       | Wynik | Mapa        | Wynik | Drużyna           |
| ------------- | ----- | ----------- | ----- | ----------------- |
| Natus Vincere | 16    | Inferno     | 14    | Astralis          |
| Natus Vincere | 16    | Dust II     | 5     | Astralis          |
| Natus Vincere | -     | Mirage      | -     | Astralis          |
| Team Liquid   | 15    | Mirage      | 19    | Luminosity Gaming |
| Team Liquid   | 16    | Cache       | 19    | Luminosity Gaming |
| Team Liquid   | -     | Cobblestone | -     | Luminosity Gaming |

### Finał
| Drużyna       | Wynik | Mapa     | Wynik | Drużyna           |
| ------------- | ----- | -------- | ----- | ----------------- |
| Natus Vincere | 17    | Mirage   | 19    | Luminosity Gaming |
| Natus Vincere | 2     | Overpass | 16    | Luminosity Gaming |
| Natus Vincere | -     | Train    | -     | Luminosity Gaming |

## Ranking końcowy
| Miejsce          | Drużyna              | Nagroda  | Skład                                            | Trener   |
| ---------------- | -------------------- | -------- | ------------------------------------------------ | -------- |
| 1.               | Luminosity Gaming    | $500,000 | coldzera, Fallen, fer, fnx, TACO                 | zews     |
| 2.               | Natus Vincere        | $150,000 | Guardian, Edward, flamie, seized, Zeus           | starix   |
| 3.–4.            | Astralis             | $70,000  | cajunb, dev1ce, dupreeh, karrigan, Xyp9x         | zonic    |
| 3.–4.            | Team Liquid          | $70,000  | adreN, EliGE, Hiko, nitr0, s1mple                | GBJame^s |
| 5.–8.            | Counter Logic Gaming | $35,000  | FugLy, hazed, jdm64, reltuC, tarik               | pita     |
| 5.–8.            | Fnatic               | $35,000  | dennis, flusha, JW, KRiMZ, olofmeister           | vuggo    |
| 5.–8.            | Ninjas in Pyjamas    | $35,000  | f0rest, friberg, GeT RiGhT, THREAT, Xizt         | THREAT   |
| 5.–8.            | Virtus.pro           | $35,000  | byali, NEO, pashaBiceps, Snax, TaZ               | kuben    |
| 9.–12.           | FaZe Clan            | $8,750   | aizy, fox, jkaem, rain, kioShiMa                 | RobbaN   |
| 9.–12.           | G2 Esports           | $8,750   | Ex6TenZ, Rpk, ScreaM, shox, SmithZz              | NiaK     |
| 9.–12.           | Gambit Gaming        | $8,750   | AdreN, Dosia, hooch, mou, wayLander              | beAst    |
| 9.–12.           | mousesports          | $8,750   | chrisJ, Denis, nex, NiKo, Spiidi                 | Kapio    |
| 13.–16.          | Cloud9               | $8,750   | fREAKAZOiD, n0thing, shroud, Skadoodle, Stewie2k |          |
| 13.–16.          | FlipSid3 Tactics     | $8,750   | B1ad3, bondik, markeloff, Shara, WorldEdit       |          |
| 13.–16.          | Splyce               | $8,750   | abE, arya, DAVEY, jasonR, Professor_Chaos        | Grt      |
| 13.–16.          | Team EnVyUs          | $8,750   | apEX, DEVIL, Happy, kennyS, NBK                  | Maniac   |
| Źródło: hltv.org |                      |          |                                                  |          |